# Csúcs László
Csúcs László György (Mohács, 1942. január 25. –) magyar jogász, politikus, országgyűlési képviselő.

## Életpályája
1960–1965 között a Pécsi Tudományegyetem Jogtudományi Karának hallgatója volt. 1964–1967 között az Egri Járási Tanács mezőgazdasági osztályán dolgozott. 1967–1970 között az Országos Gumiipari Vállalatnál tevékenykedett. 1970–1992 között a Pénzügyminisztérium munkatársa; utóbb főosztályvezetője volt. 1990–1992 között a Magyar Hitelbank (MHB) igazgatósági tagja volt. 1992–1994 között a Magyar Rádió alelnöke volt.

### Politikai pályafutása
1994-ben az FKGP és a MIÉP II. kerületi polgármester-jelöltje volt. 1994–1996 között a MIÉP frakcióvezetője volt. 1994–1998 között a Fővárosi Közgyűlés tagja volt. 1998-tól az FKGP-frakció tagja. 1998–2001 között a Költségvetési és pénzügyi bizottság alelnöke, 2001–2002 között tagja volt. 1998–2001 között a Számvevőszéki bizottság tagja volt. 1998–2001 között frakcióvezető-helyettes volt. 1998–2002 között országgyűlési képviselő volt (1998–2001; 2001–2002: FKGP; 2001: független). 2001–2002 között a Külügyi bizottság tagja volt.

## Családja
Szülei: Csúcs László és Kiss Mária voltak. Felesége, Pospiech Halina (1948-) gyógypedagógus. Három gyermeke született: Márta (1974), László (1975) és Zita (1987).